# Districte de Montargis
El Districte de Montargis és un dels tres districtes amb què es divideix el departament del Loiret, a la regió del Centre-Vall del Loira. Té 12 cantons i 126 municipis. El cap del districte és la sotsprefectura de Montargis.

## Cantons
cantó d'Amilly - cantó de Bellegarde - cantó de Briare - cantó de Châlette-sur-Loing - cantó de Château-Renard - cantó de Châtillon-Coligny - cantó de Châtillon-sur-Loire - cantó de Courtenay - cantó de Ferrières-en-Gâtinais - cantó de Gien - cantó de Lorris - cantó de Montargis